# 梅内斯特罗昂维莱特
梅内斯特罗-昂维莱特（法語：Ménestreau-en-Villette，法語發音：[menɛstʁo ɑ̃ vilɛt]）是法国卢瓦雷省的一个市镇，位于该省南部偏西，属于奥尔良区。

## 地理
梅内斯特罗-昂维莱特（47°41'57"N, 2°1'20"E）面积53.62 平方千米，位于法国中央-卢瓦尔河谷大区卢瓦雷省，该省份为法国中北部省份，北起埃松省，西北接厄尔-卢瓦省，西南接卢瓦-谢尔省，南至涅夫勒省和谢尔省，东临约讷省，东北接塞纳-马恩省。
与梅内斯特罗-昂维莱特接壤的市镇（或旧市镇、城区）包括：马西伊昂维莱特、武宗、圣欧班堡、塞讷利、维埃纳昂瓦勒。
梅内斯特罗-昂维莱特的时区为UTC+01:00、UTC+02:00（夏令时）。

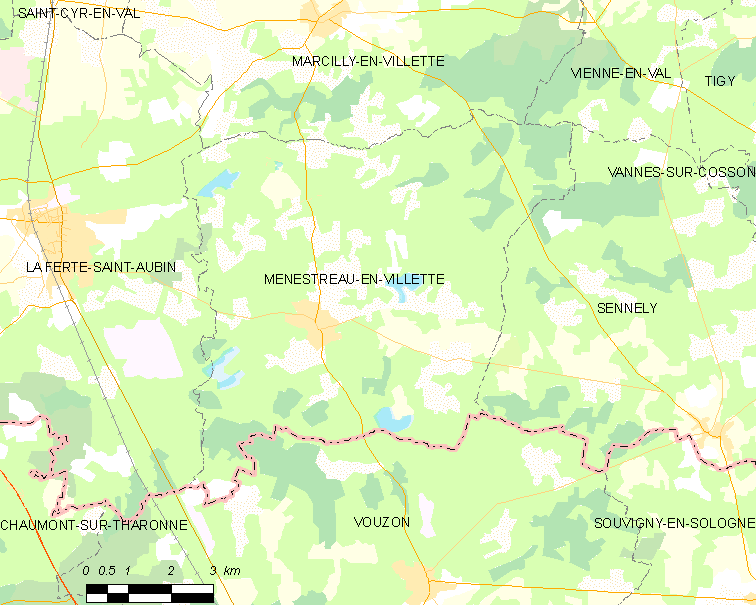
梅内斯特罗-昂维莱特的OSM定位图

## 行政
梅内斯特罗-昂维莱特的邮政编码为45240，INSEE市镇编码为45200。

## 政治
梅内斯特罗-昂维莱特所属的省级选区为圣欧班堡县。

## 交通
卢瓦雷省省道D17线和D108线在境内交汇。

## 人口

1962-2008年间梅内斯特罗-昂维莱特人口变化图示

梅内斯特罗-昂维莱特于2022年1月1日时的人口数量为1385人。